# Veit Mävers
Veit Mävers (* 3. Dezember 2000 in Hameln) ist ein deutscher Handballspieler.

## Karriere
Mävers begann das Handballspielen beim VfL Hameln. Im Jahr 2014 wechselte er in die Jugendabteilung der TSV Hannover-Burgdorf. Dort lief der Rückraumspieler unter anderem in der A-Jugend Bundesliga auf. In der Saison 2018/19 kam der Rechtshänder zu seinen ersten Einsätzen in der Bundesliga. Ab der Saison 2023/24 stand er beim Ligakonkurrenten HC Erlangen unter Vertrag. Im Januar 2024 verließ er Erlangen vorzeitig.

## Sonstiges
Seine Eltern spielten ebenfalls Handball in der Bundesliga. Während seine Mutter Frauke Mävers für den VfL Oldenburg spielte, stand sein Vater Oliver Mävers beim VfL Hameln unter Vertrag.